# Strumigenys feae
Strumigenys feae är en myrart som beskrevs av Carlo Emery 1895. Strumigenys feae ingår i släktet Strumigenys och familjen myror. Inga underarter finns listade i Catalogue of Life.